# كريستيان غوزمان
كريستيان غوزمان هو لاعب كرة قاعدة دومينيكاني، ولد في 21 مارس 1978 في سانتو دومينغو في جمهورية الدومينيكان.

## وصلات خارجية
- كريستيان غوزمان على موقع دوري كرة القاعدة الرئيسي (الإنجليزية)
- كريستيان غوزمان على موقعبيزبول رفرنس.كوم (الدوري الرئيسي) (الإنجليزية)
- كريستيان غوزمان على موقعبيزبول رفرنس.كوم (الدوري الثانوي) (الإنجليزية)
- كريستيان غوزمان على موقع إي إس بي إن.كوم (أم.أل.بي) (الإنجليزية)
- كريستيان غوزمان على موقع مشجعي الرسوم البيانية (الإنجليزية)